# El octavo infierno, cárcel de mujeres
El octavo infierno, cárcel de mujeres, también conocida como Sacrificio de una madre, es una película argentina dirigida por René Mugica sobre su propio guion escrito en colaboración con Ariel Cortazzo que se estrenó el 20 de agosto de 1964 y que tuvo como protagonistas a Rosita Quintana, Leonardo Favio, Lautaro Murúa, Bárbara Mujica y María Vaner. Está basada en un asalto ocurrido en el Aeropuerto de Ezeiza en el que murieron varias personas.

## Sinopsis
Una mujer trata de probar la inocencia de su hijo, un chofer de taxi acusado de asesinato.

## Reparto
- Rosita Quintana como Pilar
- Leonardo Favio como Pablo
- Lautaro Murúa	como Bermúdez
- Bárbara Mujica como Zulema Puentes
- María Vaner como Manos Brujas
- Lydia Lamaison como Madre de Zulema Puentes
- Leonor Rinaldi como Ofelia
- Orestes Caviglia como Juez
- Maurice Jouvet como Pardo
- Alba Mujica como La Jefa
- Pedro Aleandro como Abogado Rodríguez
- María Esther Duckse como La Gorda
- Nelly Panizza como La Maestra
- Nora Palmer como La Provinciana
- Osvaldo Terranova como Padre de Zulema Puentes
- Gloria Leyland como Nelly
- Silvia Nolasco como Margot
- Graciela Dufau como La marquesa
- Julián Pérez Ávila como Secretario del Juez
- Cristina Gaymar como La Carnicera
- Josefa Goldar como La Celadora
- Yordana Fain como La Tana
- Carlos Carella como Andrade
- Gerardo Chiarella como Inspector de feria
- Juan Pedro Venturino como Peluquero
- Roberto Oliva como Don Antonio
- Ocides Rodas como M'hijita
- Mario Savino

## Comentarios
La crónica de Clarín decía que había "calidad en un film de gran interés...nada común en nuestro medio...Aquí existe una encomiable preocupación: no exagerar", en tanto en La Prensa se opinaba que "el director ...no demuestra mayor imaginación para otra cosa que no sean los golpes". Manrupe y Portela apuntan que la película "ofrece algunos puntos de interés para una revisión, como su postura crítica frentea la burocracia de la justicia y su buen tratamiento de los momentos de acción". 
Fernando Peña escribió que: 

"La pérdida de este film resulta especialmente lamentable porque fue uno de los títulos mejor recibidos de Mugica. Hubo elogios incluso en las páginas de Tiempo de cine, donde el crítico Antonio A. Salgado había lapidado cada uno de los films anteriores del realizador: 'La parte inicial es la más lograda. Allí reaparece una constante de René Mugica, la narración enérgica de hechos en los cuales existen sentimientos exaltados y aún luchas físicas'".